# 珀佩雷克海穹

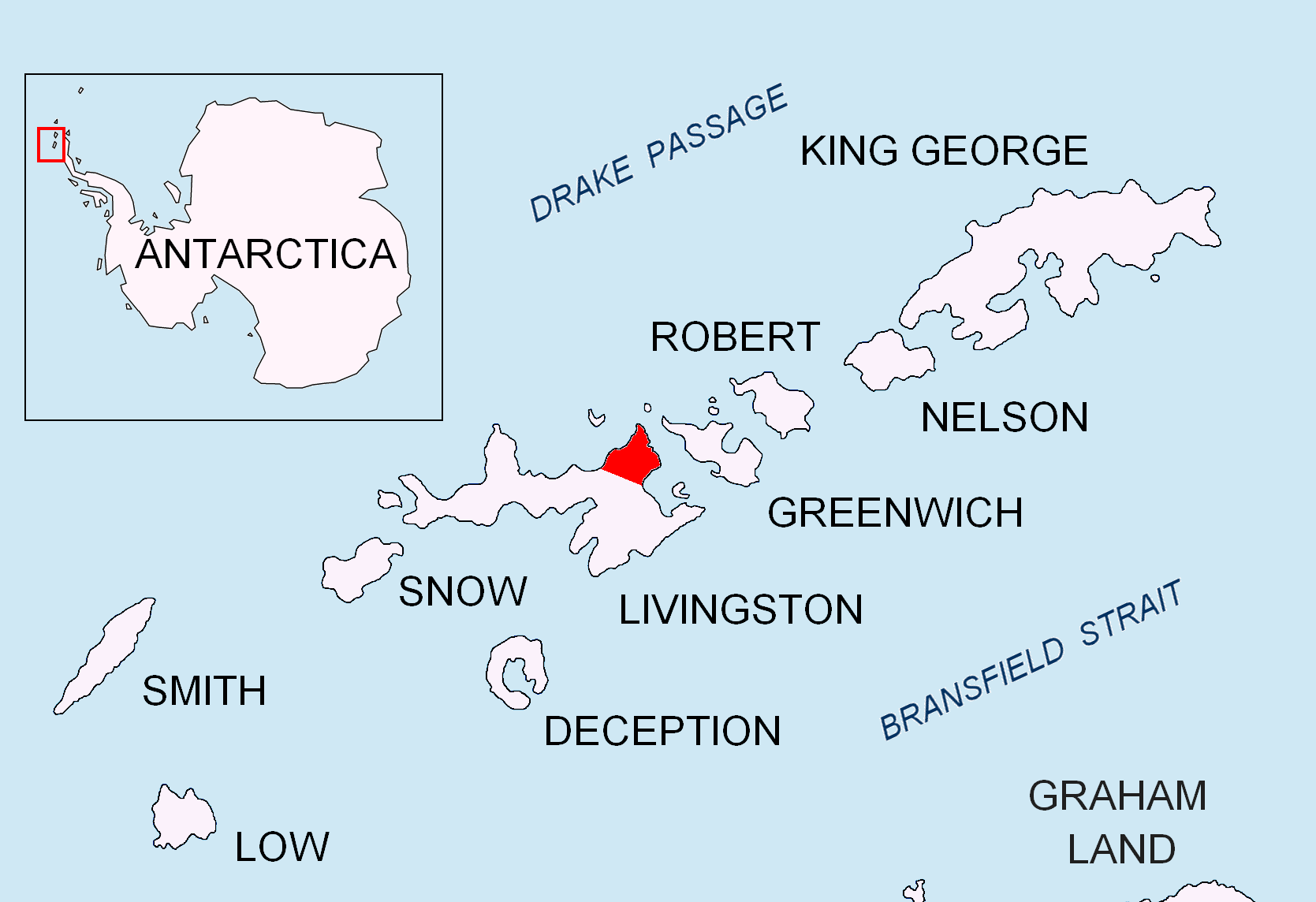

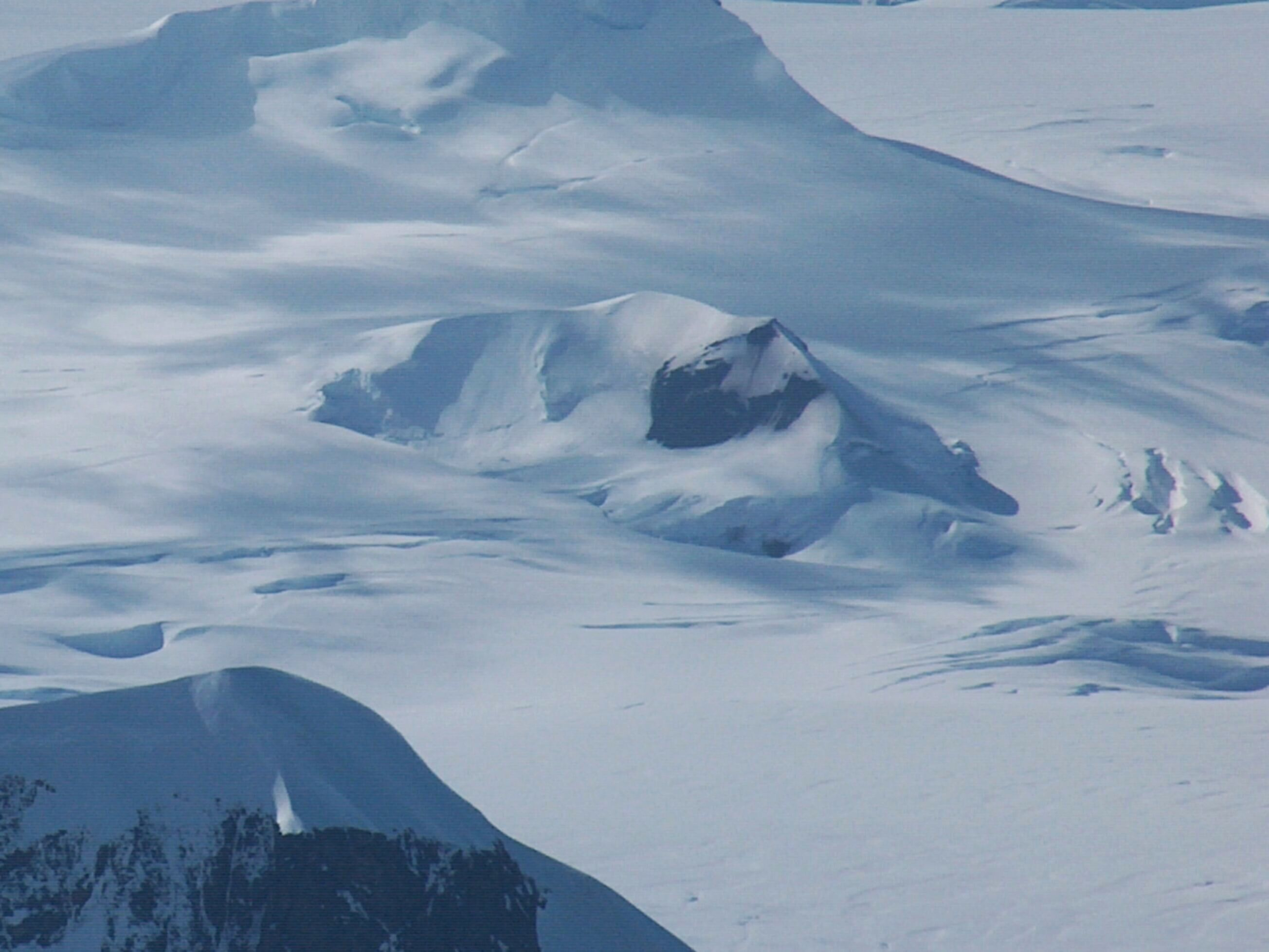

珀佩雷克海穹（英語：Perperek Knoll）是南極洲的山峰，位於南設得蘭群島中利文斯頓島的瓦爾納半島，屬於維丁高地的一部分，處於斯利文峰以北.5.77公里、萊斯利山東北面4.51公里和米濟亞峰東南面2.41公里，海拔高度360米。

## 外部連結
Perperek website （页面存档备份，存于）
62°32′57″S 60°07′41″W / 62.54917°S 60.12806°W